# Sibur
PJSC Sibur er en russisk petrokemisk virksomhed. Den blev etableret i 1995 og har hovedkvarter i Moskva.
De fremstiller plastik, syntetisk gummi og andre kemiske produkter som de afsætter i Rusland og på internationale markeder.